# Pedrinho (football, 1985)
Pour les articles homonymes, voir Pedrinho.
Pedro Miguel da Silva Rocha dit Pedrinho est un footballeur portugais, né le 6 mars 1985 à Póvoa de Varzim au Portugal. Il évolue au poste d'arrière droit.

## Biographie
Il est formé au Varzim Sport Club, club de sa ville natale. Il y joue pendant sa jeunesse puis pendant quatre années au niveau professionnel avant de rejoindre l'Académica Coimbra où il jouera 100 matches. 
En juin 2011, il rejoint le FC Lorient pour 4 ans. Il joue son premier match avec son nouveau club au Parc des Princes (victoire 0-1). Au terme de son contrat en Bretagne, il fait son retour au Portugal en rejoignant Rio Ave pour 2 ans.

## Palmarès
CD Aves
- Coupe du Portugal (1) :
  - Vainqueur : 2017-18.